# William Wyatt Bibb
William Wyatt Bibb (Contea di Amelia, 2 ottobre 1781 – Contea di Autauga, 10 luglio 1820) è stato un politico statunitense. Fu senatore degli Stati Uniti dal 1813 al 1816. Era un membro del Partito Democratico-Repubblicano. Bibb prestò servizio come governatore del Territorio dell'Alabama dall'agosto 1817 al dicembre 1819, e come primo governatore eletto dello stato dell'Alabama dal dicembre 1819 fino alla sua morte il 10 luglio 1820.